# Classificazione Goldschmidt
La Classificazione Goldschmidt, dal nome del suo ideatore Victor Moritz Goldschmidt, è una classificazione geochimica utilizzata per spiegare la diversa distribuzione e forma in cui possono essere rinvenuti gli elementi chimici in natura. Secondo questa classificazione gli elementi vengono distinti, in base alla loro differente affinità geochimica, in litofili, siderofili, calcofili e atmofili.
Alcuni elementi possono essere classificati in più di un modo, nella tabella seguente viene evidenziata l'affinità principale.
|           | 1         |           |            |          |          |          |          |          |          |          |          |          |          |          |          |          |          | 18       |  |  |  |  |  |  |  |
| 1         | 1 H       | 2         |            |          |          |          |          |          |          |          |          |          | 13       | 14       | 15       | 16       | 17       | 2 He     |  |  |  |  |  |  |  |
| 2         | 3 Li      | 4 Be      |            |          |          |          |          |          |          |          |          |          | 5 B      | 6 C      | 7 N      | 8 O      | 9 F      | 10 Ne    |  |  |  |  |  |  |  |
| 3         | 11 Na     | 12 Mg     | 3          | 4        | 5        | 6        | 7        | 8        | 9        | 10       | 11       | 12       | 13 Al    | 14 Si    | 15 P     | 16 S     | 17 Cl    | 18 Ar    |  |  |  |  |  |  |  |
| 4         | 19 K      | 20 Ca     | 21 Sc      | 22 Ti    | 23 V     | 24 Cr    | 25 Mn    | 26 Fe    | 27 Co    | 28 Ni    | 29 Cu    | 30 Zn    | 31 Ga    | 32 Ge    | 33 As    | 34 Se    | 35 Br    | 36 Kr    |  |  |  |  |  |  |  |
| 5         | 37 Rb     | 38 Sr     | 39 Y       | 40 Zr    | 41 Nb    | 42 Mo    | (43) Tc  | 44 Ru    | 45 Rh    | 46 Pd    | 47 Ag    | 48 Cd    | 49 In    | 50 Sn    | 51 Sb    | 52 Te    | 53 I     | 54 Xe    |  |  |  |  |  |  |  |
| 6         | 55 Cs     | 56 Ba     | 57-71 Lan  | 72 Hf    | 73 Ta    | 74 W     | 75 Re    | 76 Os    | 77 Ir    | 78 Pt    | 79 Au    | 80 Hg    | 81 Tl    | 82 Pb    | 83 Bi    | 84 Po    | 85 At    | 86 Rn    |  |  |  |  |  |  |  |
| 7         | 87 Fr     | 88 Ra     | 89-103 Act | (104) Rf | (105) Db | (106) Sg | (107) Bh | (108) Hs | (109) Mt | (110) Ds | (111) Rg | (112) Cn | (113) Nh | (114) Fl | (115) Mc | (116) Lv | (117) Ts | (118) Og |  |  |  |  |  |  |  |
|           |           |           |            |          |          |          |          |          |          |          |          |          |          |          |          |          |          |          |  |  |  |  |  |  |  |
| Lantanidi | Lantanidi | Lantanidi | 57 La      | 58 Ce    | 59 Pr    | 60 Nd    | (61) Pm  | 62 Sm    | 63 Eu    | 64 Gd    | 65 Tb    | 66 Dy    | 67 Ho    | 68 Er    | 69 Tm    | 70 Yb    | 71 Lu    |          |  |  |  |  |  |  |  |
| Attinidi  | Attinidi  | Attinidi  | 89 Ac      | 90 Th    | 91 Pa    | 92 U     | (93) Np  | (94) Pu  | (95) Am  | (96) Cm  | (97) Bk  | (98) Cf  | (99) Es  | (100) Fm | (101) Md | (102) No | (103) Lr |          |  |  |  |  |  |  |  |

| Litofilo | Siderofilo | Calcofilo | Atmofilo | Molto raro |

## Elementi litofili

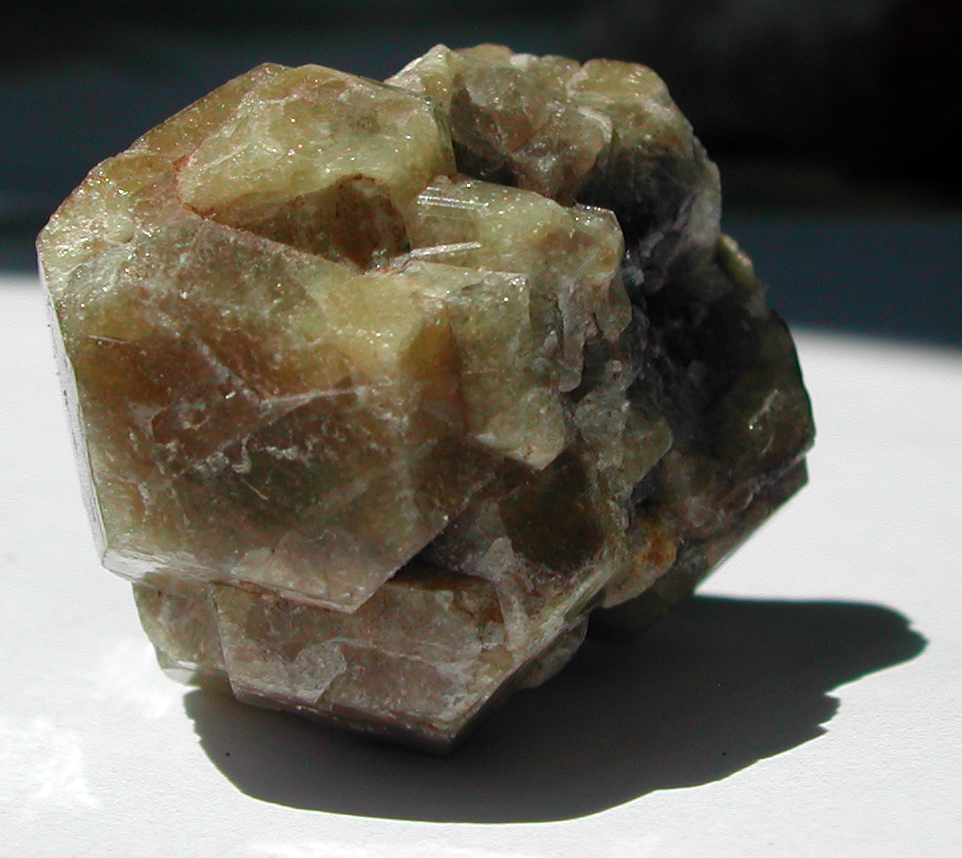
La grossularia, alluminosilicato di calcio con formula Ca_{3}Al_{2}Si_{3}O_{12}.

Gli elementi litofili consistono principalmente nei metalli altamente reattivi dei blocchi s ed f. Sono inclusi in questa categoria pochi non metalli reattivi e i metalli della prima parte del blocco d.
La maggioranza degli elementi litofili forma ioni molto stabili con configurazione elettronica di un gas nobile (talvolta vengono riempiti anche gusci f addizionali). La restante minoranza, come silicio, fosforo e boro, forma legami covalenti estremamente forti con l'ossigeno spesso utilizzando legami π. La forte affinità degli elementi litofili per l'ossigeno provoca un'associazione chimica molto forte con la silice, formando minerali silicati di densità relativamente bassa e che perciò affiorano sulla crosta terrestre. I minerali maggiormente solubili, formati dai metalli alcalini, tendono a concentrarsi nell'acqua di mare o nelle regioni estremamente aride dove possono cristallizzare a seguito dell'evaporazione dell'acqua. Gli elementi litofili che formano composti meno solubili sono concentrati negli scudi continentali antichi, dove tutti i minerali solubili hanno subito l'azione degli agenti atmosferici.
A causa della loro forte affinità per l'ossigeno, la distribuzione della maggior parte degli elementi litofili risulta maggiore nella crosta terrestre rispetto alla loro abbondanza nel sistema solare. I metalli più reattivi dei blocchi s ed f della tavola periodica, i quali formano sia idruri salini che metallici, sono noti per la loro straordinaria presenza arricchita sulla Terra rispetto alla loro abbondanza totale nel sistema solare. Questo è dovuto al fatto che durante i primi stadi della formazione della Terra la reazione che determinò la stabilità degli elementi riguardava la loro abilità nel formare composti con l'idrogeno. In queste condizioni, i metalli dei blocchi s ed f subirono un forte arricchimento durante la formazione della Terra. Gli elementi che risultano maggiormente arricchiti sono il rubidio, lo stronzio e il bario, i quali rappresentano tutti insieme oltre il 50% in massa di tutti gli elementi più pesanti del ferro presenti sulla crosta terrestre.
I litofili non metallici, come il fosforo e gli alogeni, esistono sulla Terra come sali ionici dei metalli del blocco s nelle pegmatiti e nell'acqua di mare. Ad eccezione del fluoro, il cui idruro forma legami a idrogeno e perciò è relativamente poco volatile, questi elementi hanno subito una significativa riduzione delle loro concentrazioni sulla Terra a causa della perdita dei relativi idruri volatili durante la formazione della Terra stessa. Sebbene essi siano presenti sulla crosta terrestre in concentrazioni piuttosto simili alla loro abbondanza nel sistema solare, il fosforo è gli alogeni più pesanti hanno probabilmente subito un significativo decremento sulla Terra rispetto alla loro abbondanza totale nel sistema solare.
Diversi metalli di transizione, inclusi cromo, molibdeno, ferro e manganese, mostrano caratteristiche sia litofile che siderofile. Sebbene questi metalli formino forti legami con l'ossigeno e non siano mai rinvenuti sulla crosta terrestre allo stato libero, si pensa che molto probabilmente forme metalliche di questi elementi esistano nel nocciolo terrestre come residuato del periodo in cui l'atmosfera terrestre non conteneva ossigeno. Similmente ai siderofili "puri", l'abbondanza sulla crosta terrestre di questi elementi è considerevolmente diminuita rispetto all'abbondanza nel sistema solare.
A causa della loro forte affinità per l'ossigeno, i metalli litofili, sebbene rappresentino la grande maggioranza della massa di elementi metallici nella crosta terrestre, non poterono essere ottenuti allo stato libero metallico se non dopo lo sviluppo dell'elettrolisi. Con questa tecnica elettrochimica è stato possibile ottenere molti metalli litofili di considerevole valore come metalli strutturali (magnesio, alluminio, titanio, vanadio) o come agenti riducenti (litio, sodio, magnesio, calcio).
I non metalli fosforo e alogeni non erano noti ai primi chimici, sebbene la produzione di questi elementi sia meno difficoltosa rispetto a quella dei litofili metallici e si ricorra all'elettrolisi solamente nel caso del fluoro. Il cloro elementare è particolarmente importante in qualità di agente ossidante, solitamente prodotto per elettrolisi di cloruro di sodio.

## Elementi siderofili

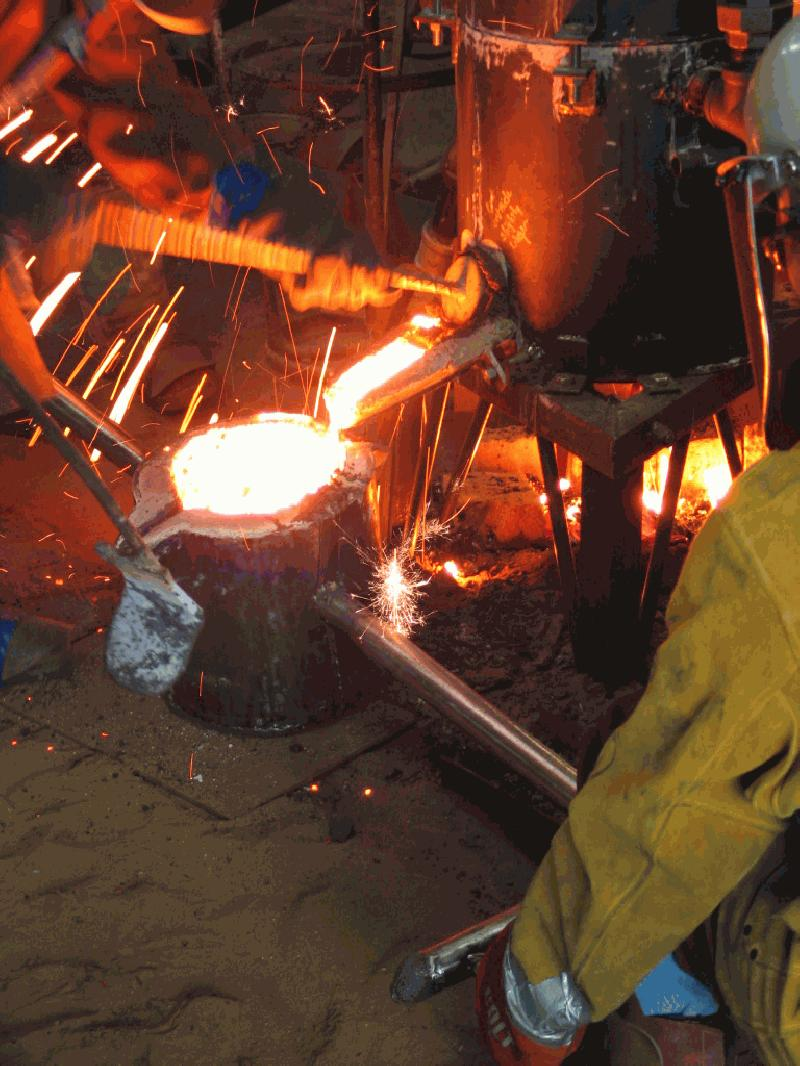
Colata di ferro fuso.

Gli elementi siderofili sono rappresentati da metalli di transizione che possiedono elevata densità e tendono a legarsi col ferro metallico sia allo stato solido sia in quello fuso. Essi sono situati nella porzione centrale del blocco d.
La maggioranza degli elementi siderofili non ha praticamente alcun'affinità per l'ossigeno: infatti gli ossidi come quelli dell'oro sono termodinamicamente instabili rispetto agli elementi. Essi tendono a formare legami più forti con il carbonio o lo zolfo, anche se tali legami non sono abbastanza forti come nel caso degli elementi calcofili. La caratteristica principale degli elementi siderofili consiste nel legame metallico che tendono a stabilire col ferro negli strati densi del nocciolo terrestre, dove le pressioni possono raggiungere valori tanto elevati da consentire l'esistenza del ferro al stato solido. Il manganese e il molibdeno formano legami forti con l'ossigeno, ma allo stato libero (come quello in cui esistettero nel periodo durante il quale la Terra cominciò a formarsi, quando non era ancora presente l'ossigeno) possono legarsi così facilmente col ferro tanto che essi non si concentrano negli strati silicei come invece fanno gli elementi litofili. Comunque, minerali del manganese sono stati trovati in molti degli stessi siti comuni all'alluminio e al titanio, a dimostrazione della grande reattività del manganese nei confronti dell'ossigeno.
Dato che sono così concentrati nel nocciolo denso, gli elementi siderofili sono noti per la loro rarità nella crosta terrestre. A molti di loro ci si riferisce storicamente col termine "metalli preziosi" proprio per questo motivo. L'iridio è l'elemento più raro presente sulla crosta terrestre, con un'abbondanza in massa di molto inferiore a 1 parte per miliardo (l'abbondanza media dell'iridio nella crosta terrestre è infatti di 0,000037 parti per milione o ppm).

## Elementi calcofili

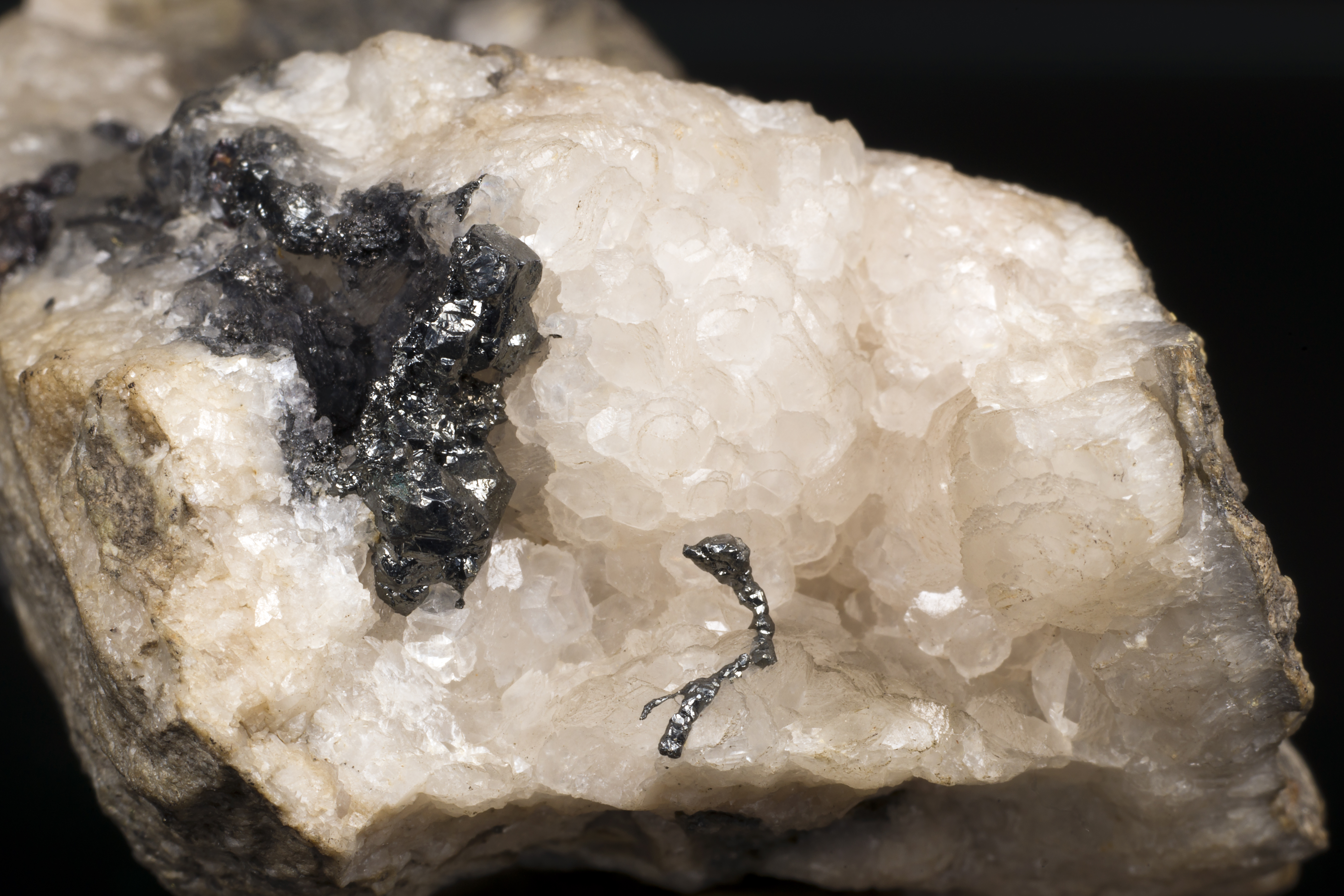
Il minerale argentite, solfuro di argento con formula chimica Ag_{2}S.

Gli elementi calcofili sono quei metalli e non metalli più pesanti che possiedono una bassa affinità per l'ossigeno e preferiscono legarsi con lo zolfo formando solfuri altamente insolubili.
A causa del fatto che questi solfuri sono molto più densi dei minerali silicati formati dagli elementi litofili, i calcofili si separarono al disotto dello strato di litofili nel periodo in cui si ebbe la formazione della crosta terrestre. Questo causò la loro deplezione nella stessa crosta terrestre rispetto alla loro abbondanza nel sistema solare, sebbene grazie alla formazione dei minerali dei non metalli questa deplezione non raggiunse i livelli riscontrati per gli elementi siderofili.
Però, a causa del fatto che questi elementi formarono idruri volatili allo stato primordiale della Terra, quando la reazione redox principale riguardava l'ossidazione o la riduzione dell'idrogeno, gli elementi calcofili dal minore carattere metallico sono fortemente diminuiti sulla Terra rispetto alla loro abbondanza relativa totale nel cosmo. Questo riguarda particolarmente i calcogeni selenio e tellurio, i quali per questa ragione sono annoverati tra gli elementi più rari presenti nella crosta terrestre (a titolo di esempio, l'abbondanza del tellurio è eguale all'incirca a quella del platino, ovvero 5 ppb).
Gli elementi calcofili dal maggiore carattere metallico (quelli dei gruppi del rame, dello zinco e del boro) possono mischiarsi in diverso grado con il ferro nel nocciolo terrestre. Questi elementi sembra che non siano diminuiti sulla Terra, rispetto alla loro abbondanza nel sistema solare, a causa della loro tendenza a formare idruri non volatili. Lo zinco e il gallio sono alquanto "litofili" in natura, in quanto sono spesso presenti nei silicati o nei minerali correlati e formano forti legami con l'ossigeno. Il gallio, in particolare, viene ricavato principalmente dalla bauxite.
Sebbene nessun elemento calcofilo abbia elevata abbondanza nella crosta terrestre, gli elementi calcofili costituiscono la maggioranza dei metalli di importanza commerciale. Questo è dovuto al fatto che, mentre gli elementi litofili richiedono un certo dispendio energetico per ottenerli tramite elettrolisi, i calcofili possono facilmente essere estratti effettuando una riduzione con coke. Inoltre la concentrazione geochimica dei calcofili, in alcuni casi estremi, in certe zone della Terra può risultare fino a 100000 volte maggiore la loro abbondanza media nella crosta terrestre. Questi maggiori arricchimenti avvengono in altipiani elevati quale l'altipiano tibetano e quello boliviano, dove grandi quantità di elementi calcofili sono state sollevate attraverso la collisione delle placche tettoniche. Il moderno sfruttamento intensivo dei minerali quale fonte di elementi calcofili ha praticamente provocato la scomparsa di quelli degli elementi più rari, come il mercurio.

## Elementi atmofili

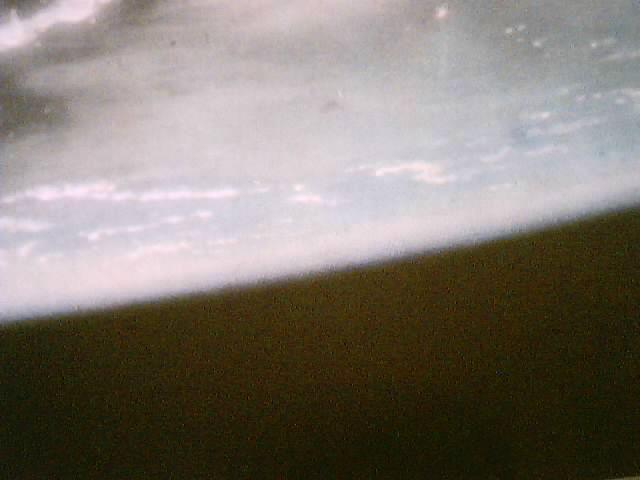
Foto della NASA che mostra l'atmosfera terrestre vista da 110 km di distanza.

Gli elementi atmofili sono quelli che si rinvengono principalmente o esclusivamente in forma gassosa. I gas nobili non formano composti stabili ed esistono sotto forma di molecole monoatomiche, mentre l'azoto, sebbene non possieda una configurazione elettronica stabile in forma atomica, tende a formare molecole biatomiche in cui gli atomi sono così intensamente legate da un triplo legame che tutti gli ossidi di azoto sono termodinamicamente instabili rispetto agli elementi che li originano. Con lo sviluppo di ossigeno libero dalla fotosintesi, l'ammoniaca formatasi durante la fase di formazione della Terra, per reazione dell'azoto con l'idrogeno, subì l'ossidazione ad azoto molecolare il quale costituisce oltre i 4⁄5 dell'atmosfera terrestre. Anche il carbonio è classificato come elemento atmofilo, a causa della sua tendenza a formare composti gassosi caratterizzati da un legame molto forte con l'ossigeno come nel caso del monossido di carbonio (CO) e del biossido di carbonio (CO2). Quest'ultimo rappresenta il quarto principale costituente dell'atmosfera terrestre, mentre il monossido di carbonio viene riscontrato in natura in prossimità delle zone vulcaniche e ha un tempo di residenza nell'atmosfera di circa dodici anni.
L'idrogeno, il quale si presenta sotto forma di acqua, è classificato tra gli atmofili anche se la maggior parte dell'acqua presente sulla Terra esiste allo stato liquido. Ciò perché l'idrogeno non forma composti solidi presenti sulla crosta terrestre.
In relazione al fatto che tutti gli elementi atmofili sono dei gas o formano idruri volatili, gli atmofili sono fortemente diminuiti sulla Terra rispetto alla loro abbondanza relativa totale nel sistema solare a causa della loro perdita dall'atmosfera durante la formazione della Terra. I gas nobili più pesanti, kripton e xeno, sono gli elementi stabili più rari presenti sulla Terra.